# یواس‌اس هارتلی (دی‌ئی-۱۰۲۹)
یواس‌اس هارتلی (دی‌ئی-۱۰۲۹) (به انگلیسی: USS Hartley (DE-1029)) یک کشتی بود که طول آن ۳۱۴ فوت ۶ اینچ (۹۵٫۸۶ متر) بود. این کشتی در سال ۱۹۵۶ ساخته شد.